# Égalité maintenant
 (juillet 2018).
Si vous disposez d'ouvrages ou d'articles de référence ou si vous connaissez des sites web de qualité traitant du thème abordé ici, merci de compléter l'article en donnant les références utiles à sa vérifiabilité et en les liant à la section « Notes et références ».
Equality Now, ou Égalité maintenant en version française, est une association qui a été fondée en 1992 par Jessia Nerwirth, Navanethem Pillay et Feryal Ghavail afin de travailler pour la protection et la promotion des droits des femmes dans le monde entier.
Travaillant avec des associations nationales pour les droits humains et avec des activistes individuels, Égalité maintenant documente la violence et la discrimination contre les femmes, en ajoutant un élément d'action internationale pour soutenir les efforts de ces associations et activistes pour avancer les droits de la femme, et pour défendre des femmes individuelles maltraitées. Au moyen du Réseau action femmes, Égalité maintenant transmet des renseignements sur ces violations des droits humains aux groupes et aux individus intéressés partout dans le monde, avec des actions recommandées pour faire connaître au public ces violations, et pour protester contre elles. Le Réseau action femmes représente une force internationale d'activisme, capable d'une réponse rapide et concertée aux situations de crise et engagée à faire appel mondialement pour la justice et l'égalité pour la femme. Les problèmes urgents auxquels s'intéresse Égalité maintenant comprennent : le viol, la violence familiale, le mariage forcé, les droits de reproduction, la traite des femmes, les mutilations génitales, l'égalité des chances économiques, et l'accès égal à la participation politique.